# Titabor Town
Titabor Town è una suddivisione dell'India, classificata come census town, di 7.450 abitanti, situata nel distretto di Jorhat, nello stato federato dell'Assam. In base al numero di abitanti la città rientra nella classe V (da 5.000 a 9.999 persone).

## Geografia fisica
La città è situata a 26° 36' 0 N e 94° 12' 0 E e ha un'altitudine di 171 m s.l.m..

## Società

### Evoluzione demografica
Al censimento del 2001 la popolazione di Titabor Town assommava a 7.450 persone, delle quali 4.080 maschi e 3.370 femmine. I bambini di età inferiore o uguale ai sei anni assommavano a 837, dei quali 397 maschi e 440 femmine. Infine, coloro che erano in grado di saper almeno leggere e scrivere erano 6.031, dei quali 3.428 maschi e 2.603 femmine.